# 2インチ中迫撃砲
2インチヴィッカース中迫撃砲（英語: 2 inch Vickers Medium Trench Mortar）とは、第一次世界大戦でイギリス軍が使用していた中迫撃砲である。
スピガット・モーター式、すなわち砲弾が砲身よりも大きいタイプの迫撃砲であり、タフィー・アップル（Toffee Apple）、またはプラム・プディング（Plum Pudding）というあだ名を付けられていた。
1915年後半から1917年前半まで使用されていたが、あまり性能が良くなかったため、ニュートン6インチ迫撃砲に置き換えられた。

## 転用
1918年の春には迫撃砲として使用されなくなった後、余った砲弾は対戦車地雷に転用された。その多くは地雷用の信管を付けて西部戦線に埋められた。
地雷を設置した場所の資料が不十分だったため、戦後も地雷が残ることになり、フランスでは1930年代まで地雷による犠牲者が出ていた。

## 画像

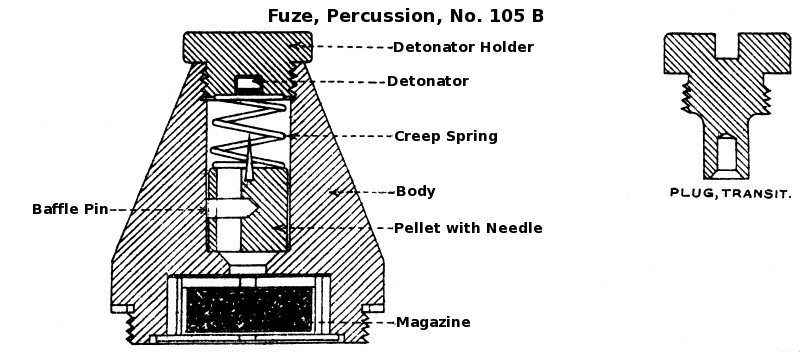
No105B着発・瞬発信管
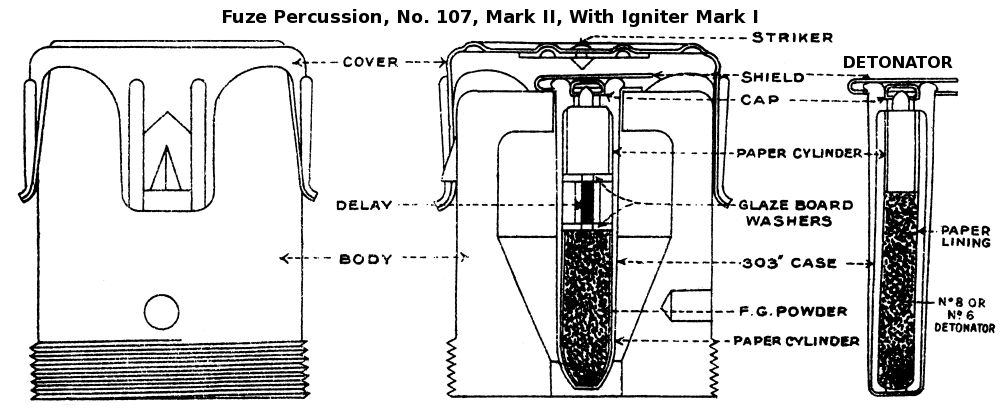
No107MkII着発・瞬発信管
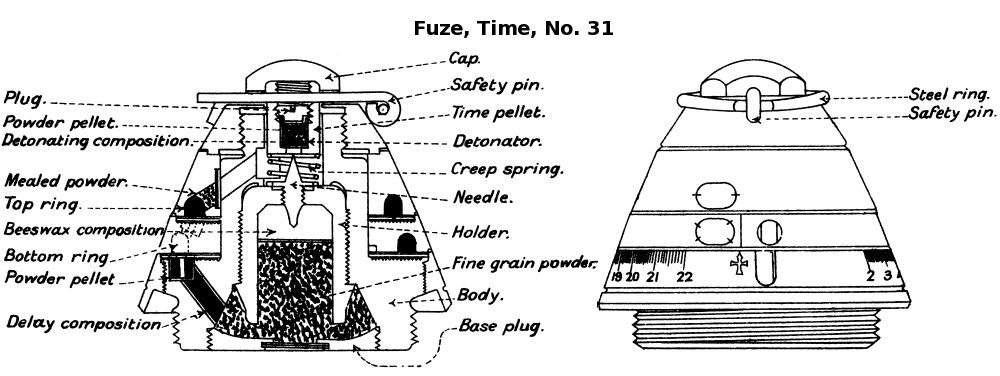
No31火道式時限信管
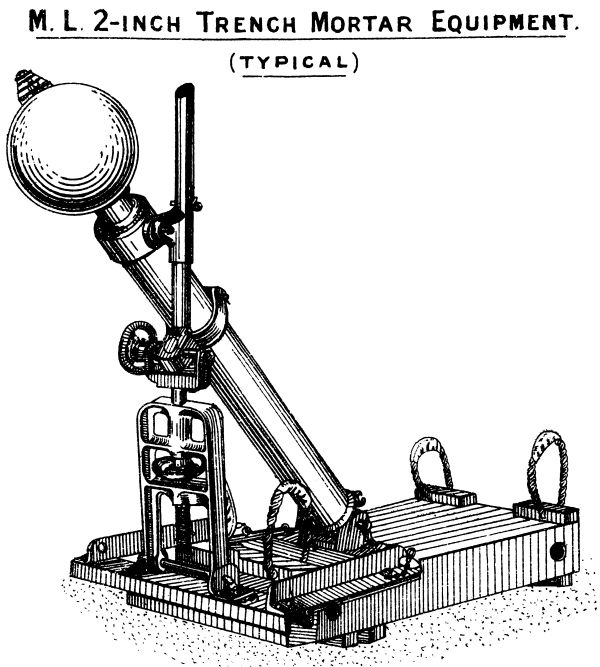
Diagram showing loaded mortar
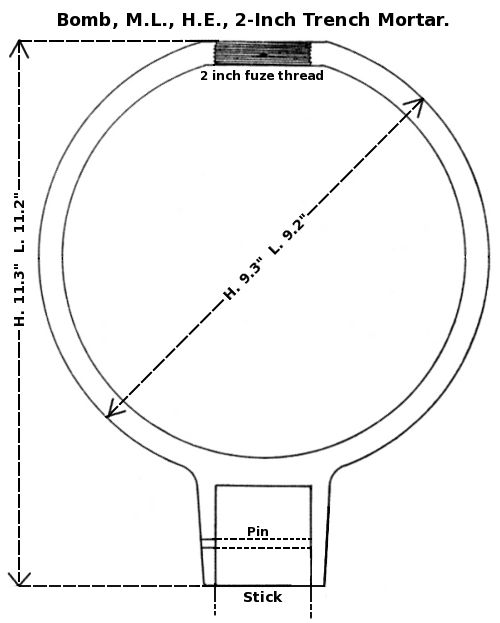
鉄の鋳物で出来た球形の弾頭
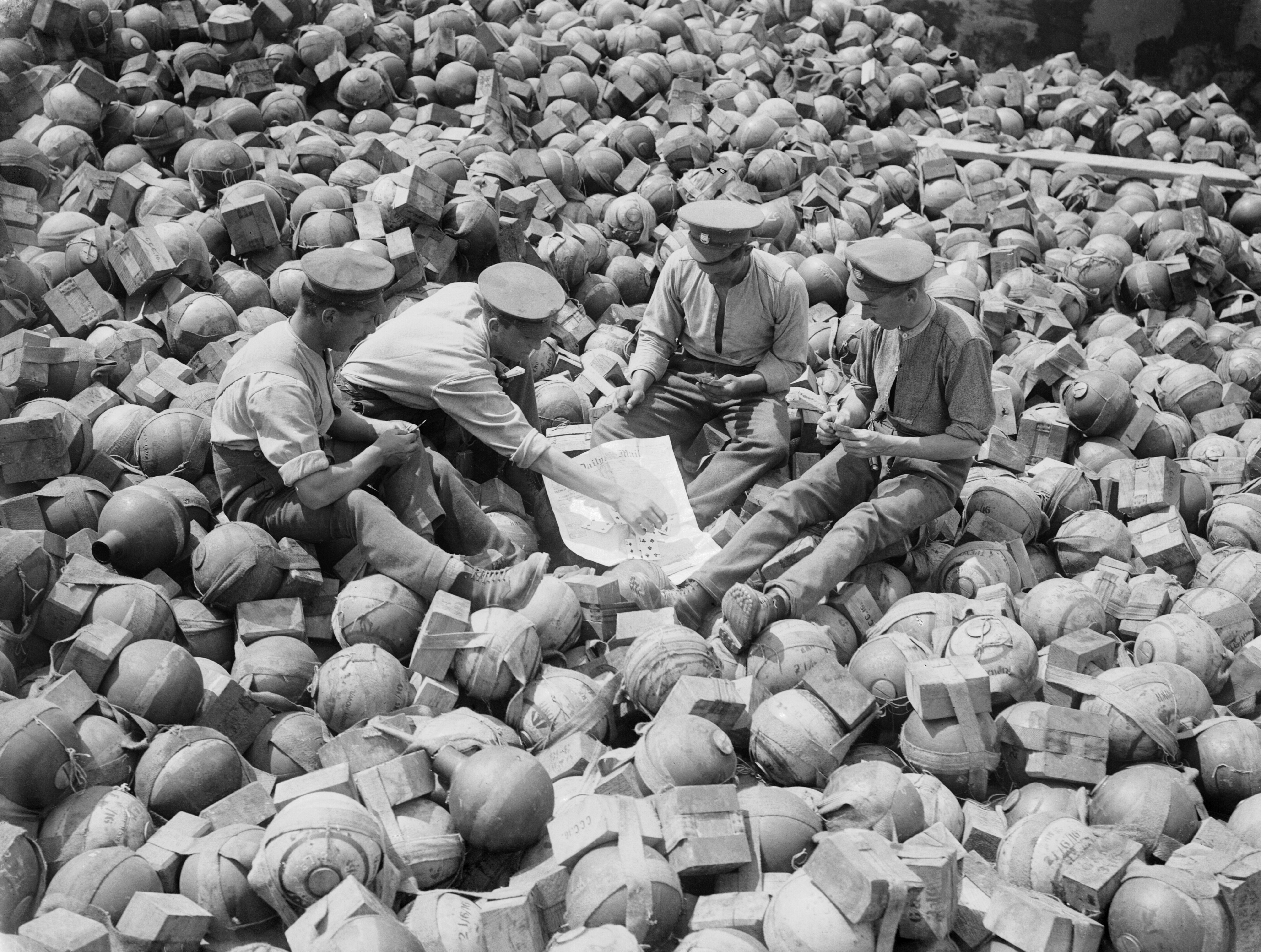
弾薬集積場、1916年7月、発射用の棒が付いておらず、木の保護ブロックが爆弾に付いている。
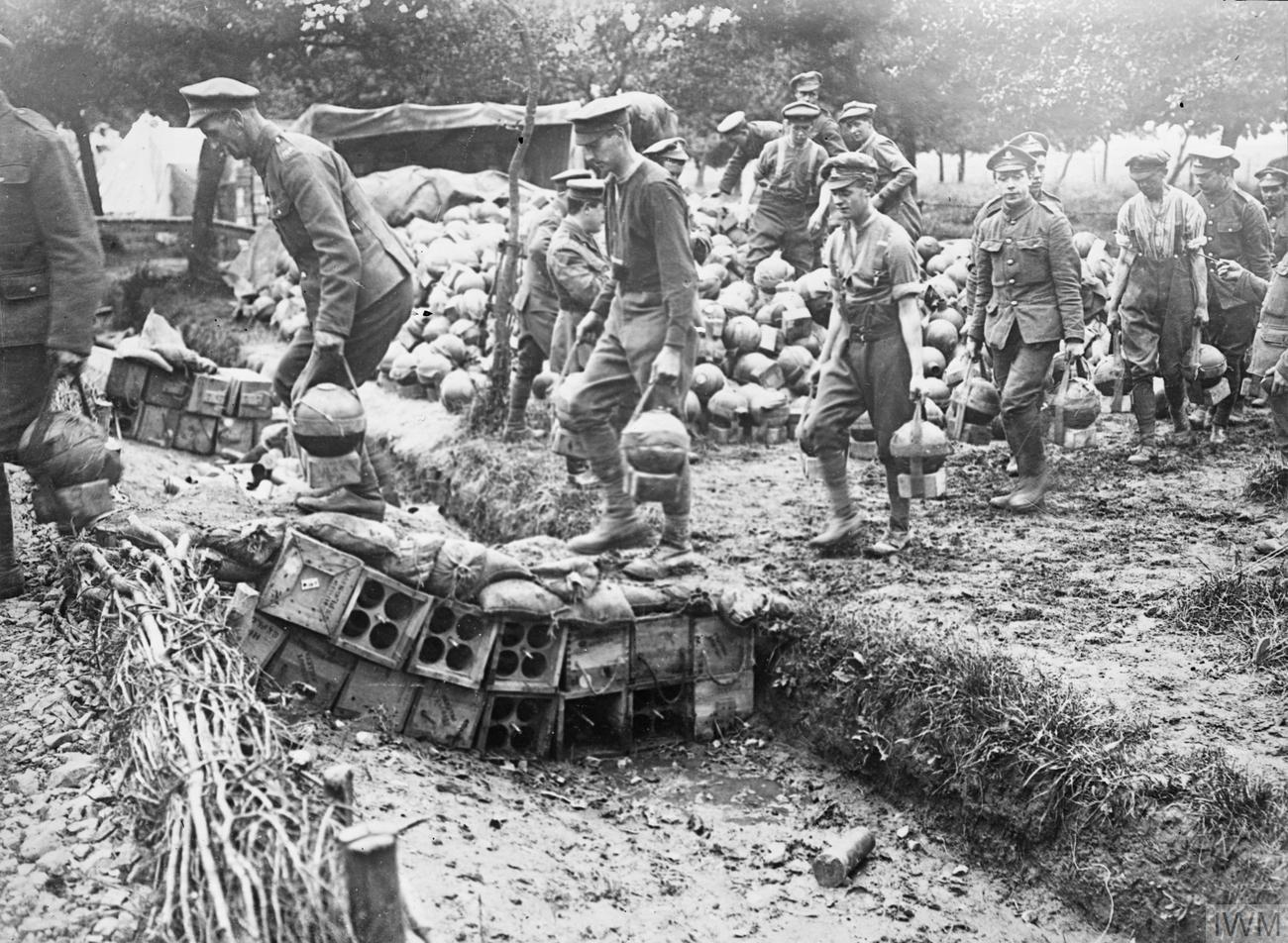
砲弾を運ぶ兵士達

## リファレンス
1. ↑  "No. 351/38. Medium Trench Mortar Battery (Consisting of four mortars)". War Establishments, General, 1916. September 18, 1916.
2. ↑  "Appendix E. Details of Ammunition"
3. ↑  タフィーには射撃がへたくそ（can't shoot for toffee）なリンゴという意味を含んでいる。
4. ↑  プディングにはイギリス英語で「小柄で太った人」と言う意味がある。